# Вбивство Бріони Тейлор
38°15′10″ пн. ш. 85°45′31″ зх. д. / 38.2527° пн. ш. 85.7585° зх. д.
Бріона Тейлор (англ. Breonna Taylor) — афроамериканка, яка 13 березня 2020 року була застрелена працівниками відділу поліції міста Луїсвіль (LMPD). Три офіцери відділу поліції Луїсвілля насильницьки вторглися до її квартири в місті Луїсвіль, штат Кентуккі, відповідно до санкції на раптовий обшук. Стрілянина відбулася між Кеннетом Уолкером, хлопцем Бріони, та офіцерами поліції. Співробітниками відділу поліції було здійснено більше 20 пострілів. У Тейлор поцілили 8 разів. Сержант відділу поліції метро Луїсвіль Джонатан Маттінглі був поранений. Ще один офіцер та лейтенант поліції були на місці події при виконанні санкції на обшук.
Співробітники відділу поліції Луїсвілля розшукували двох людей, які вже перебували під вартою та підозрювалися у продажі наркотичних речовин для одного із притонів, що знаходиться на відстані 16 кілометрів від місця стрілянини.

## Учасники інциденту
- Бріона Тейлор (5 червня, 1993 — 13 березня, 2020) народилася в Гранд-Репідс, Мічиган. Її батьки Таміка Палмер та Трой Херрод. Випустилася з Western High School, продовжила навчання в Університеті Кентуккі. Працювала техніком швидкої допомоги в двох лікарнях, University of Louisville Jewish Hospital та Norton Healthcare. На момент смерті працювала в University of Louisville Health. Її похорони відбулися 21 березня, 2020 року.
- Кеннет Уолкер — хлопець Бріони, мешкав разом з нею у квартирі.
- Джонатан Маттінглі сержант Луїсвільського відділу поліції, вступив до відділу у 2000 році.
- Бретт Ганкісон цивільний детектив Луїсвільського відділу поліції.
- Майлз Косгров цивільний детектив Луїсвільського відділу поліції.

## Стрілянина
Після опівночі 13 березня, 2020 року Луїсвільська поліція увірвалася в помешкання Бріони Тейлор та Кеннета Уолкера. Поліція проводила розслідування щодо двох чоловіків, які на їхню думку займалися продажем наркотиків, начебто не підозрюючи те, що вони вже знаходяться під вартою. Дім Тейлор/Уолкера був записаний в ордер на обшук «без стуку», підписаний суддею округу Джефферсон Мері М. Шоу поліція повідомляла, що один із чоловіків використовував квартиру для отримання посилок з наркотиками. Одного дня в січні підозрюваного наркодилера начебто бачили в квартирі Бріони та Кеннета з посилкою Поштової служби США, перед тим, як він поїхав у відомий наркопритон, поштовий інспектор підтвердив, те що чоловік отримував посилку в квартирі.